# Dème du Pénée
Le dème du Pénée (grec moderne : Δήμος Πηνειού, Dhímos Pinioú) est un dème (municipalité) de la périphérie de Grèce-Occidentale, dans le district régional d'Élide, en Grèce. 
Il a été créé en 2010 dans le cadre du programme Kapodistrias par la fusion des anciens dèmes de Gastoúni, de Traganó et de Vartholomió, devenus des districts municipaux.
Son siège est la localité de Gastouni. Il tient son nom du fleuve Pénée (Πηνειός, Piniós).

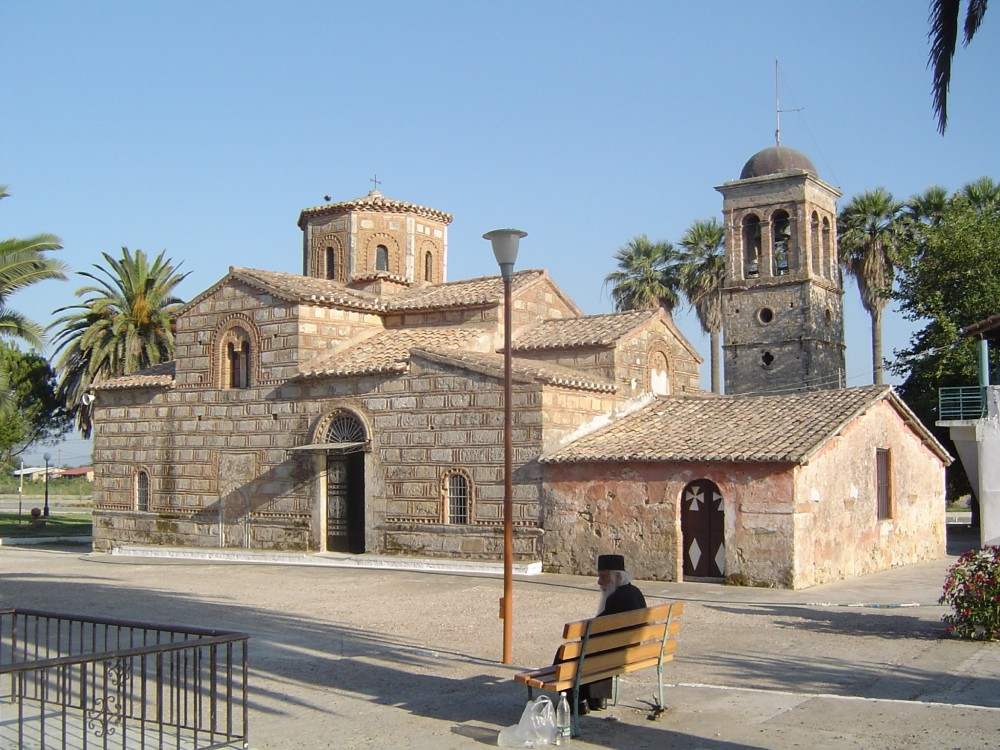
L'église byzantine de Kimisis tis Theotokou à Gastouni